# 135th Street (métro de New York)
135th Street, est une station, historique de l'IRT Lenox Avenue Line, desservie par toutes les rames du service desserte de la ligne 2 et la ligne 3 du métro de New York. Elle est située à l'intersection de la 135th Street et la Lenox Avenue dans le quartier de Harlem sur le territoire de l'arrondissement Manhattan de la ville de New York aux États-Unis.
La station est construite pour l'Interborough Rapid Transit Company (IRT) dans le cadre de la première ligne de métro de la ville, approuvée en 1900. La construction du segment de ligne souterraine qui comprend la station 135th Street est mis en chantier le 2 octobre de la même année. La station est ouverte à l'expoitation le 23 novembre 1904. Les deux quais sont rallongés en 1910, pour permettre la desserte par des rames de dix voitures. Elle fait partie des stations historiques du métro, disposant de décorations en carrelage et de colonnes, en fonte, de type dorique.
Elle est équipée de deux quais latéraux, qui ne sont pas reliés entre-eux dans le cadre du contrôle tarifaire. Outre les bouches avec escaliers, elle dispose d'un ascenseur pour chaque quai ce qui la rend acessible dans le cadre de l'Americans with Disabilities Ac de 1990.
Dans le cadre de l'art dans le métro, la station dispose, sur les murs des quais, de l'œuvre « Harlem Timeline » (1995), due à l'artiste Willie Birch.

## Situation sur le réseau

Plan du métro de New York (2009)

Établie en souterrain, 135th Street est une station de correspondance ou passe dans la même station la ligne 2 et la ligne 3 du métro de New York :
sur la ligne 2 Elle est située entre la station 149th Street – Grand Concourse, en direction du terminus nord Wakefield – 241st Street, et la station 125th Street, en direction du terminus sud-est Flatbush Avenue – Brooklyn ;
sur la ligne 3 Elle est située entre la station 145th Street, en direction du terminus nord Harlem – 148th Street, et la station 125th Street, en direction du terminus sud-est New Lots Avenue.

## Histoire

### Station de l'IRT

#### Origine
Le projet d'une ligne de métro à New York date de 1864. Cependant la concrétisation de cette ambition trouve sa source, en 1894, lors de l'adoption du Rapid Transit Acte par la Législature d'État de New York. Les plans du métro ont été élaborés par une équipe d'ingénieurs dirigée par William Barclay Parsons (en), l'ingénieur en chef de la Rapid Transit Commission. Il prévoit une ligne de métro reliant l'Hôtel de ville de New York, dans le quartier Lower Manhattan, au quartierUpper West Side, où la ligne se divise en deux branches se dirigeants au nord dans le Bronx. Le plan de la ligne est officiellement adopté en 1897 et les contestations judiciaires sont résolues vers la fin de 1899.
La Rapid Transit Construction Company, créée et gérée par John B. McDonald (en) et financée par August Belmont, Jr., signe le contrat initial avec la Rapid Transit Commission en février 1900. Dans ce contrat il est stipulé que l'entreprise doit construire la ligne du métro et qu'elle disposera d'un bail d'exploitation de 50 ans à compter de la date de mise en service. En 1901, la conception des stations est confiée à la société Heins & LaFarge (en). Belmont crée l'Interborough Rapid Transit Company (IRT) en avril 1902 pour exploiter la ligne.

#### Construction et mise en service
La station 135th Street est programmée dans le cadre de la branche East Side de l'IRT. Farrell & Hopper débute la construction de la section : de la station 110th Street à la station 135th Street, le 30 août 1900, sous-traitant la section au nord de la station 116th Street à John C. Rodgers,. L'excavation est relativement facile à réalisée car ligne du métro se situe sous un côté de l'avenue Lenox ou il n'y a pas, en surface, de voie ferrée à contourner.
Le 23 novembre 1904, l'East Side Branch est mise en service jusqu'à la station terminus nord 145th Street,. La station 135th Street est ouverte à l'exploitation ce même jour et desservie par des rames locales et express de l'East Side. Les rames « local » circulent de la station City Hall à la station 145th Street. Les rames express ont : leur terminus sud aux stations South Ferry ou Atlantic Avenue, et leur terminus nord aux stations 145th Street ou 180th Street (en) dans West Farms (en), un quartier résidentiel du Bronx. Les rames express en direction de la 145th Street sont supprimés en 1906 et celles en direction de West Farms circulent jusqu'à Atlantic Avenue à Brooklyn.

#### Évolution
Pour résoudre les problèmes posés par la surfréquentation de la ligne, en 1909, la New York Public Service Commission propose d'allonger les quais des stations. Dans le cadre d'une modification des contrats de construction de l'IRT intervenue le 18 janvier 1910, l'entreprise doit allonger les quais de la station pour accueillir des rames express de dix voitures et des rames locales de six voitures. En plus des 1,5 million de dollars pour le coût de l'allongement des quais, 500 000 dollars sont nécessaires pour la construction d'entrées et de sorties supplémentaires. Il est prévu que ces améliorations permettent à la station d'accueillir, dans des conditions normales, 25 % de plus de voyageurs. Les quais de la station sont prolongés de 34 m (équivalent à 110 pieds) au nord et de 9,1 m (équivalent à 30 pieds) au sud. Le 23 janvier 1911, les rames express de dix voitures commencent à circuler sur la branche East Side,.
En 1918, la Broadway-Seventh Avenue Line est mise en service au sud de la station Times Square-42nd Street, et la ligne originale aest divisée en un système en forme de H. Les rames locales sont envoyées à la station South Ferry, tandis que les rames express empruntent le nouveau tunnel de Clark Street jusqu'à Brooklyn.

### Station de la municipalité
La municipalité de New York reprend l'exploitation de l'IRT le 12 juin 1940,. Les anciennes lignes, du service desserte, de l'IRT sont numérotées lors de la mise en service du nouveau matériel roulant de « type R ». Cette flotte dispose de rames marquées par des panneaux numérotés en fonction du numéro de la ligne de service. La première flotte de ce type, la R12 (en), est mise en fonction en 1948. Le service desserte vers White Plains Road, anciennement vers West Farms, est renommé ligne 2, tandis que le service desserte vers Lenox Avenue – 145th Street est renommé ligne 3. La New York City Transit Authority (NYCTA) annonce, en 1956, son intention d'ajouter des lumières fluorescentes au-dessus des bords des quais de la gare. En 1959, les services de desserte, ligne 2 et ligne 3, deviennent express.

## Services aux voyageurs

### Accès et accueil

installations
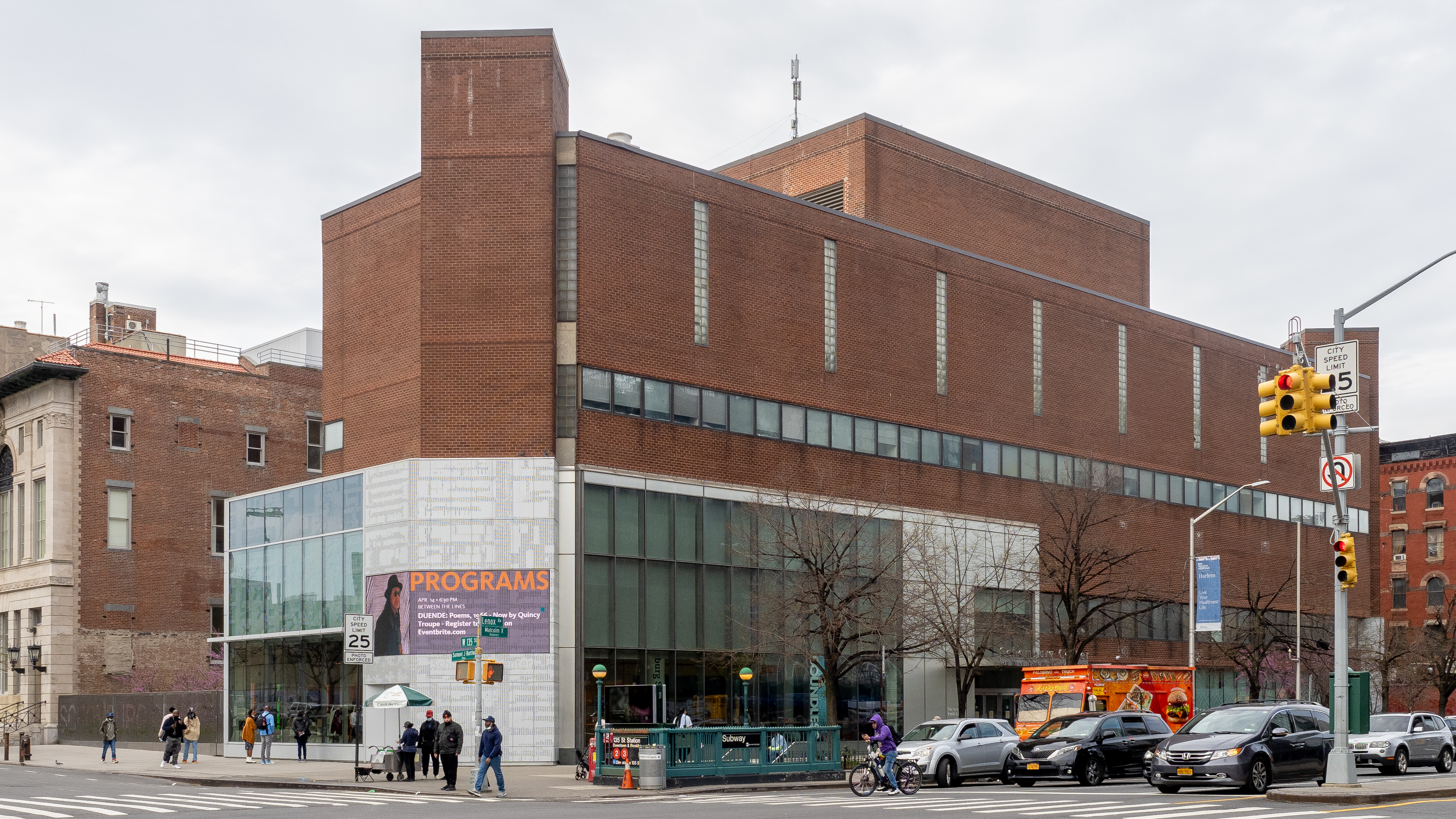
Bouche, en 2022.
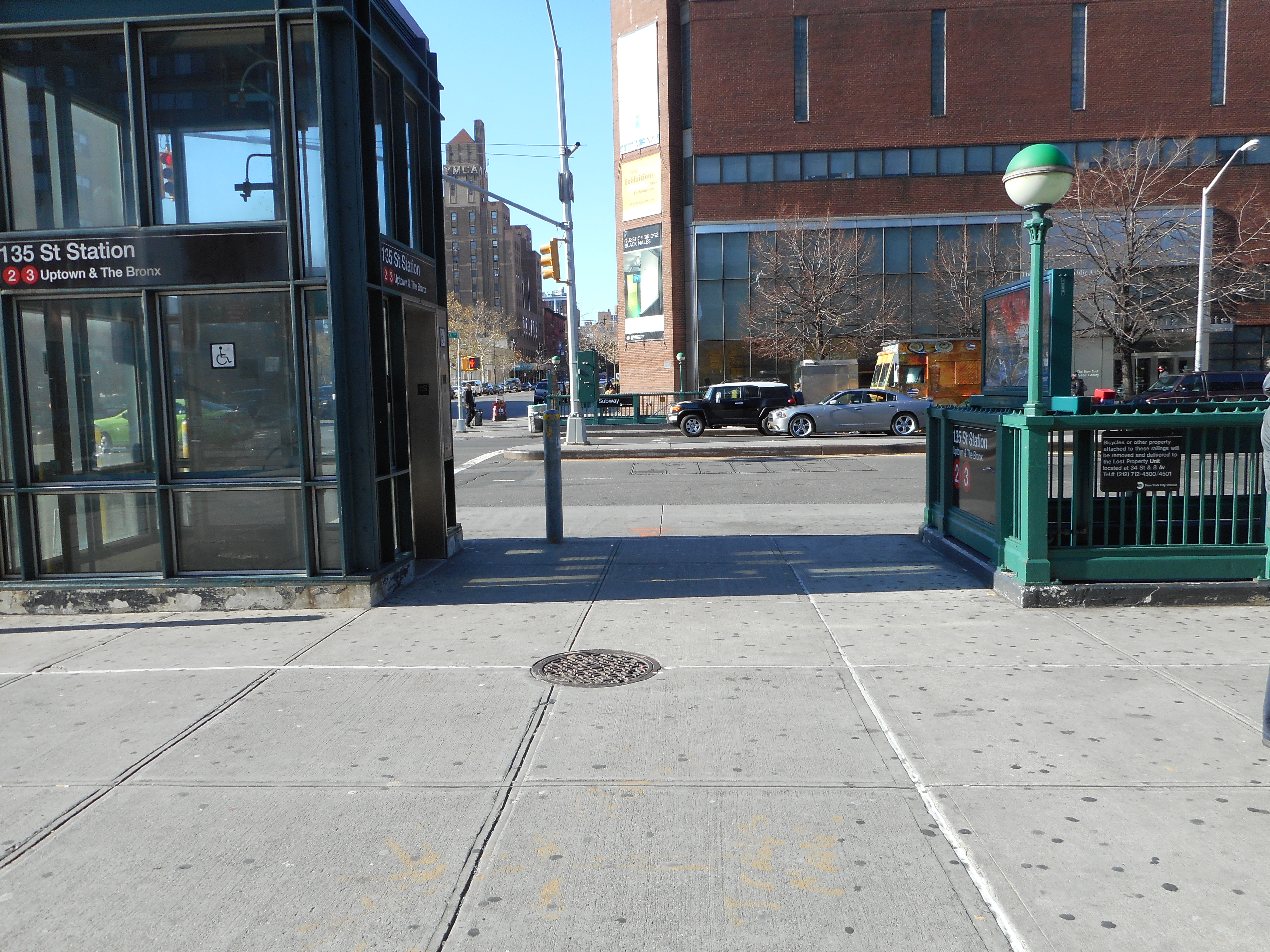
Bouche et ascenseur, en 2014.
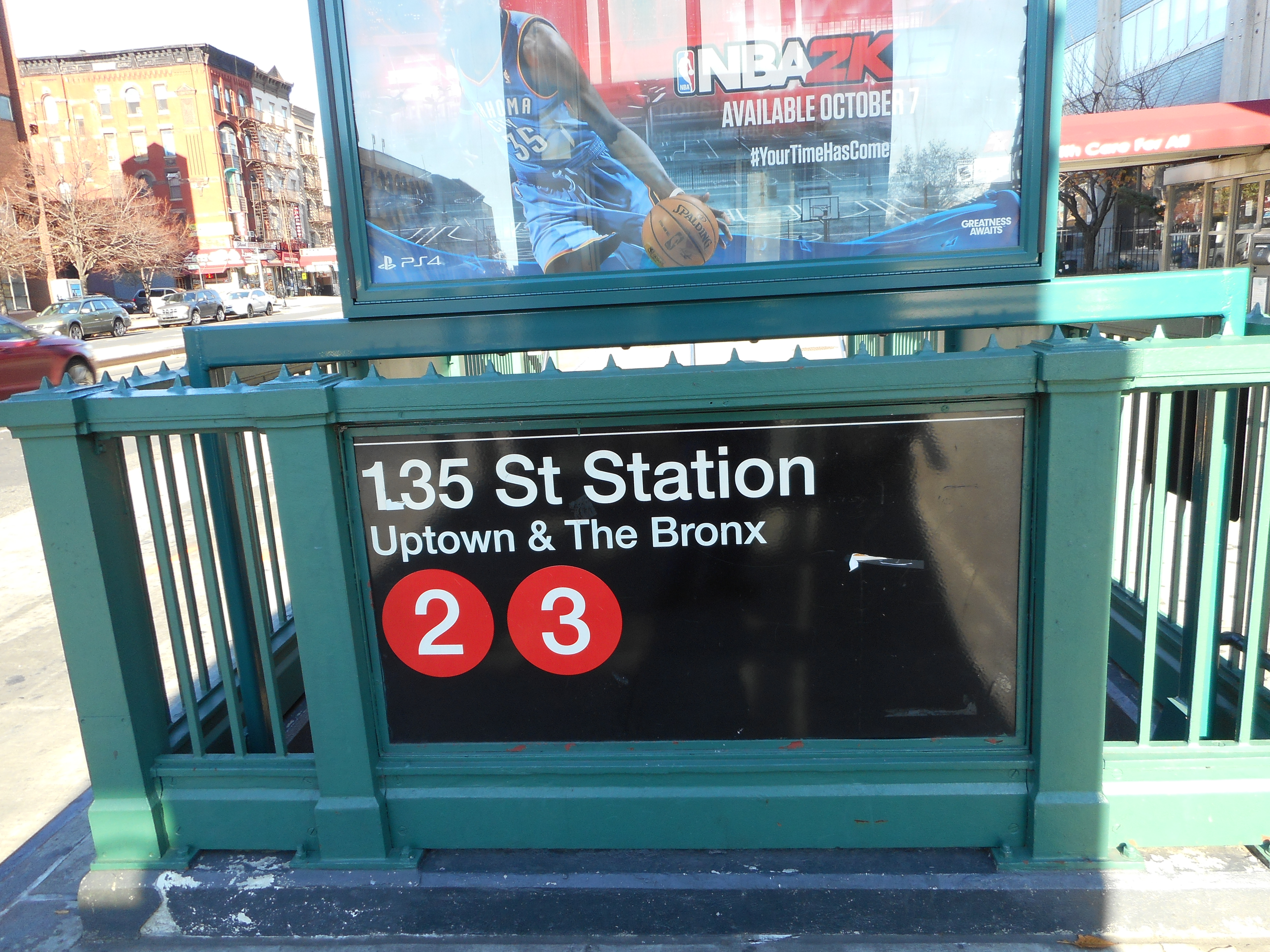
Bouche, en 2014.

### Desserte

installations
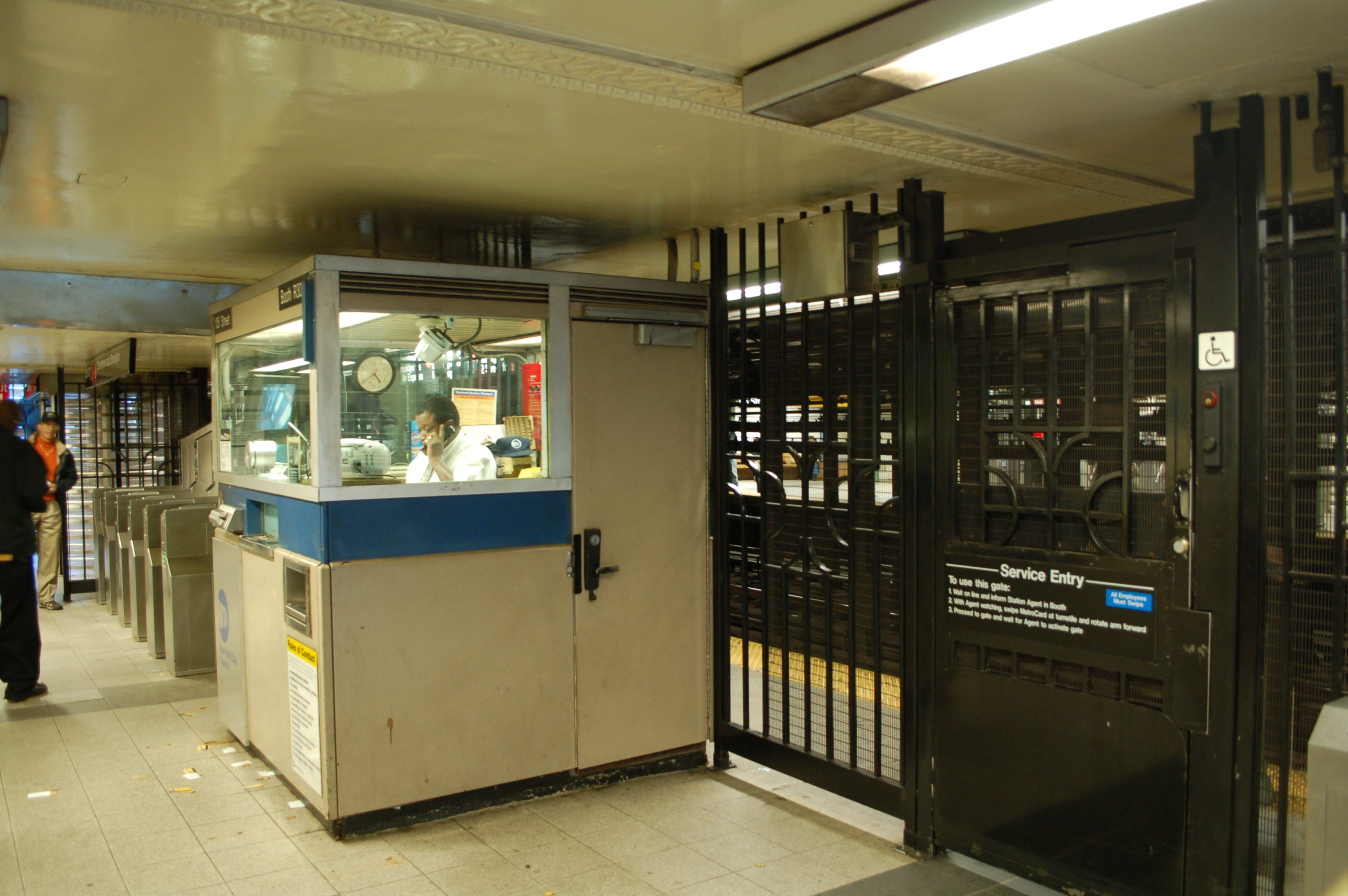
billetterie, en 2009.
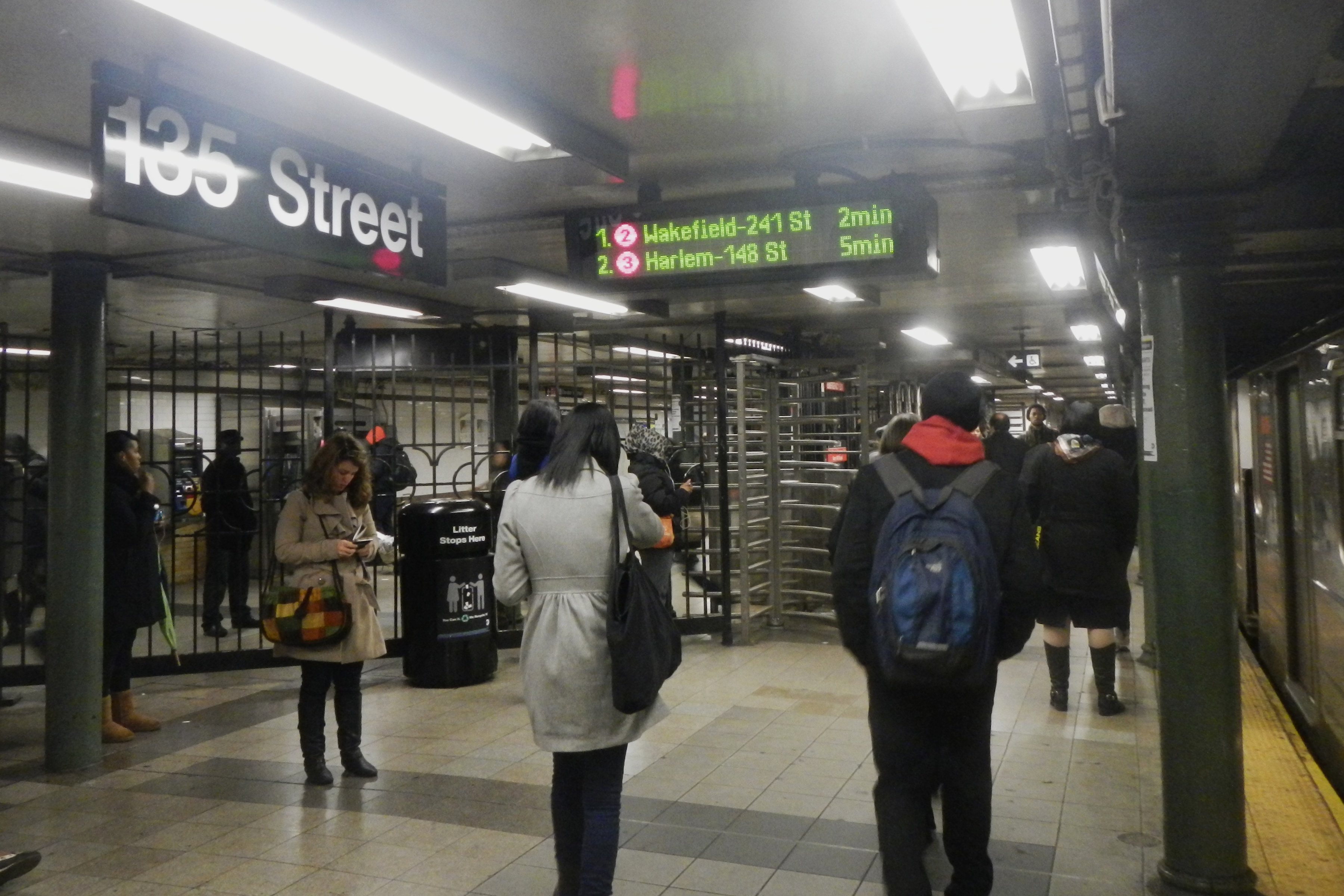
Un quai, en 2013.

## Art dans la station

« Harlem Timeline »
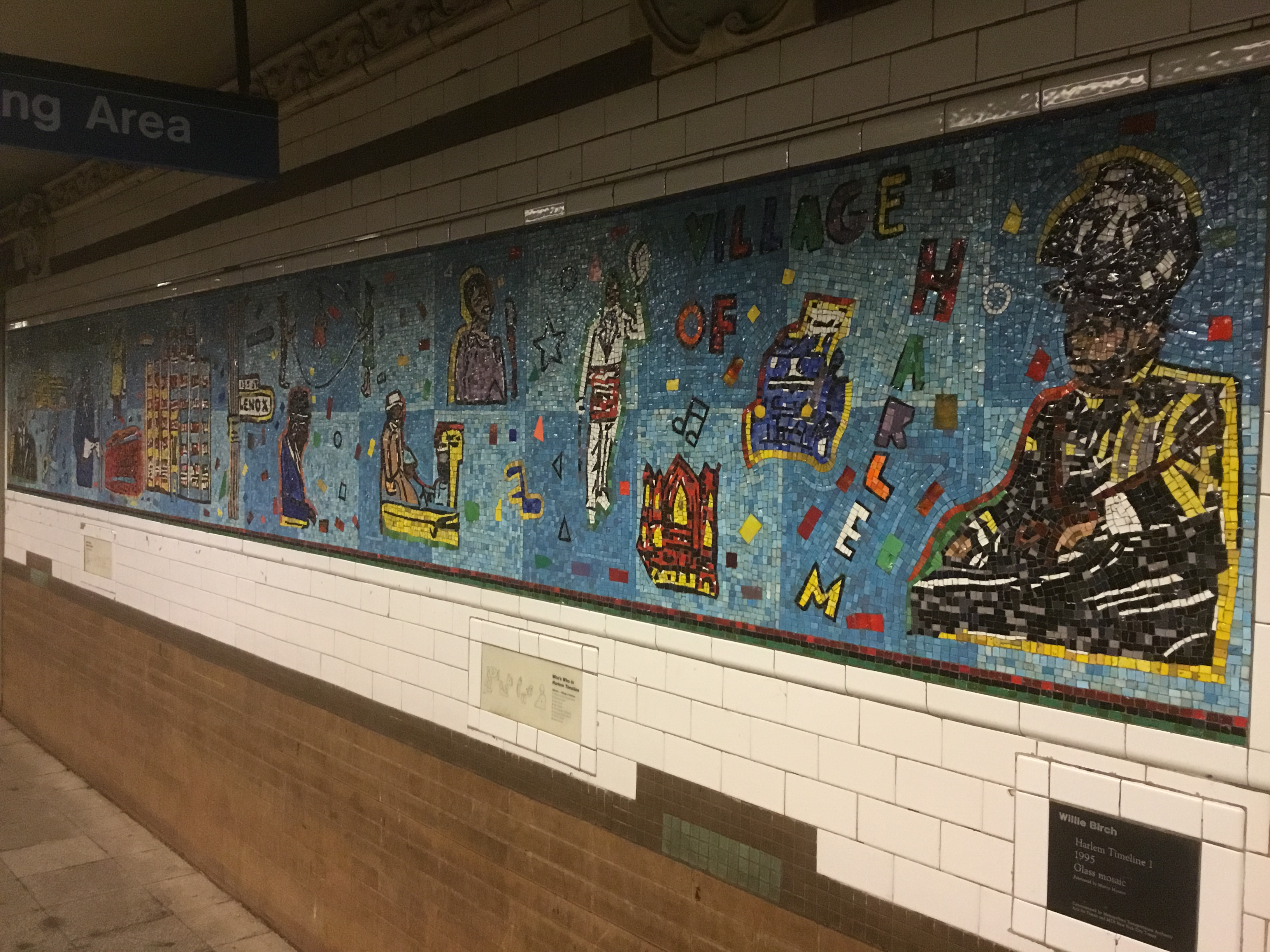
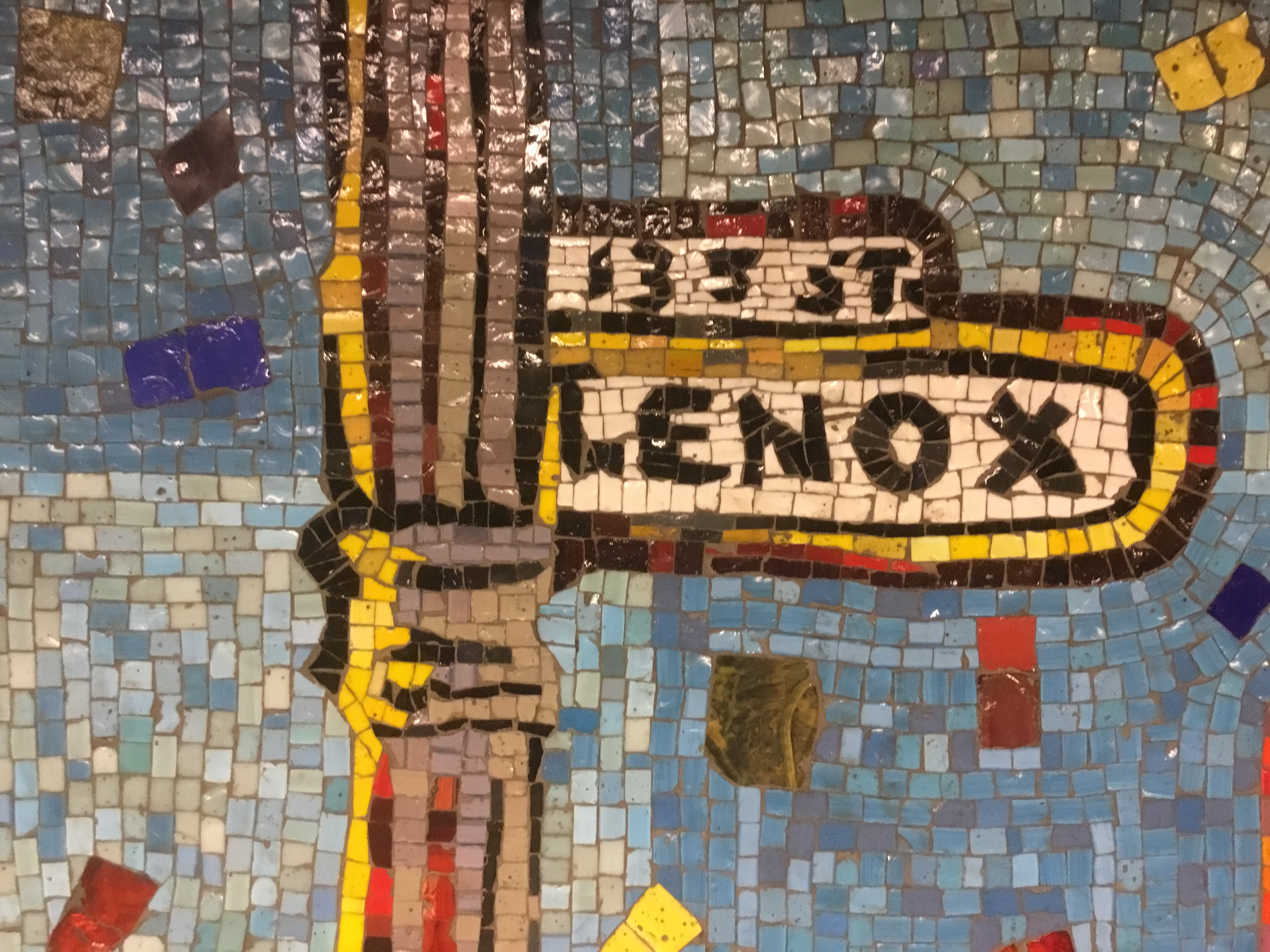
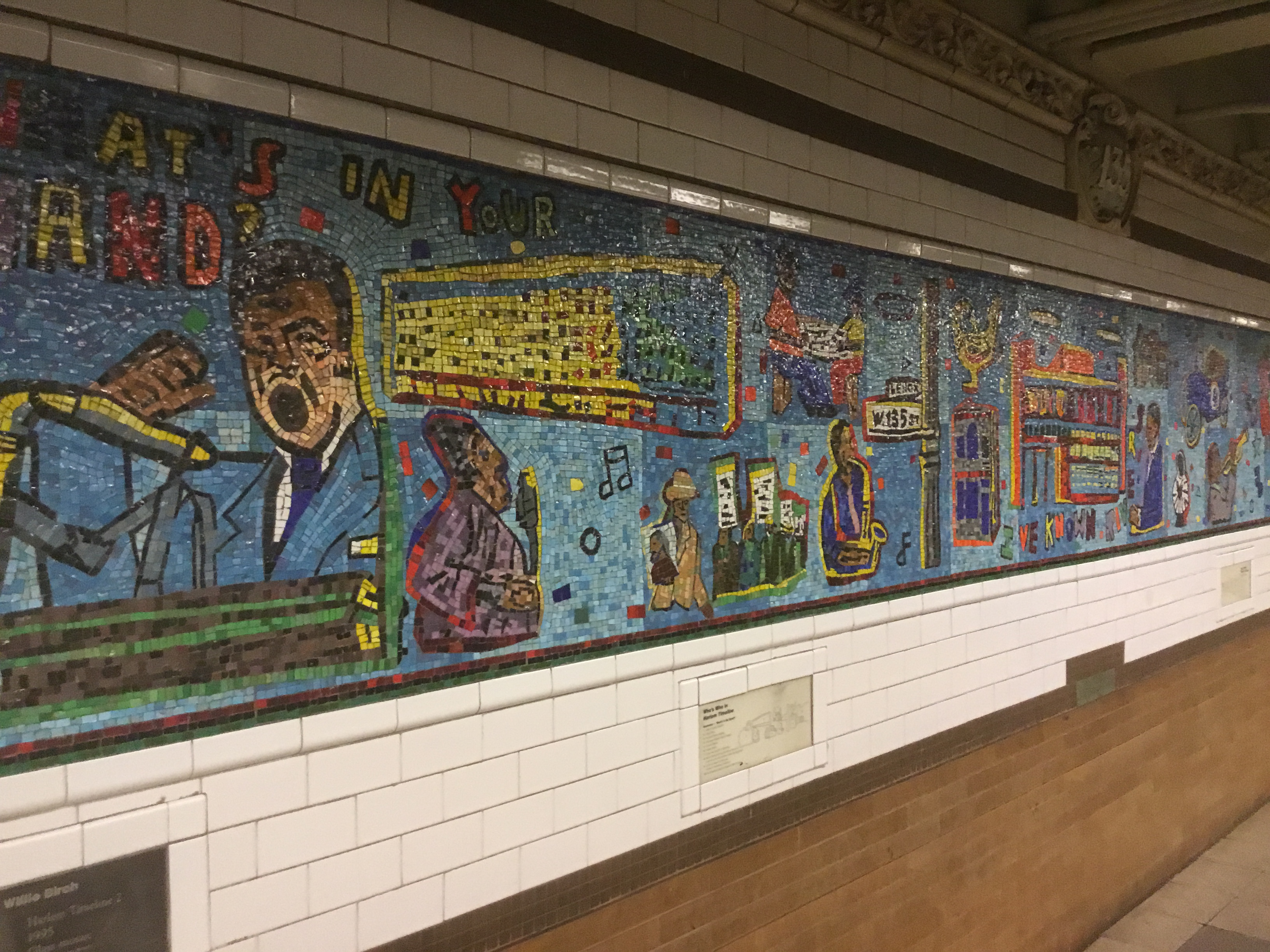

## Patrimoine ferroviaire

### Architecture
Comme pour les autres stations construites dans le cadre de l'IRT d'origine, la station est réalisée selon la méthode de tranchée couverte. Le tunnel est recouvert d'une auge en forme de U qui permet le passage des tuyaux et des câbles électriques. Le fond de cette auge contient une fondation en béton d'au moins 100 mm d'épaisseur. Les sections d'origine des quais disposent de colonnes circulaires en fonte de style dorique, espacées de 4,6 m. Les extensions, nord et sud, de ces mêmes quais disposent de colonnes en poutre en I. Des colonnes supplémentaires sont installées entre les voies, avec un intervalle de 105 mm, elles ont pour fonctions de soutenir la plate-bande de l'arc du plafond,. Il y a un espace de 25 mm entre le mur en auge et les murs des quais, qui sont constitués de briques de 100 mm d'épaisseur recouvertes d'une finition carrelée.

### Décors
La décoration originale est composée de tablettes avec le nom de la station en carreaux bleus/verts, de bandes de carreaux violets, d'une corniche en terre cuite blanche et de plaques en terre cuite verte. Les carreaux de mosaïque de toutes les stations IRT d'origine sont fabriqués par l'American Encaustic Tile Company, qui a sous-traité les installations de chaque station. Les travaux de décoration d'origine sont réalisés par l'entrepreneur en carrelage Manhattan Glass Tile Company et l'entrepreneur en terre cuite Atlantic Terra Cotta Company (en).

cartouches de la station
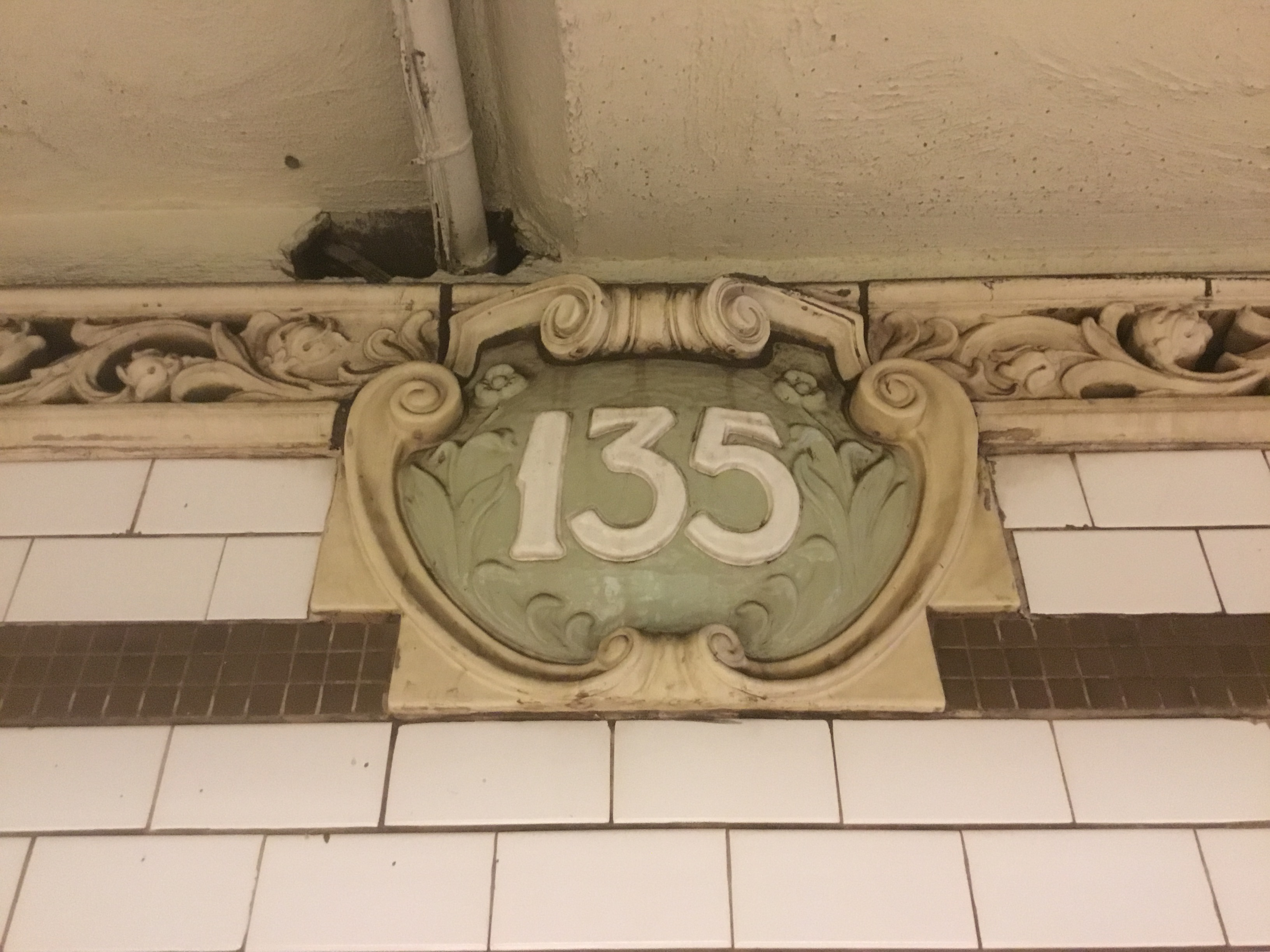
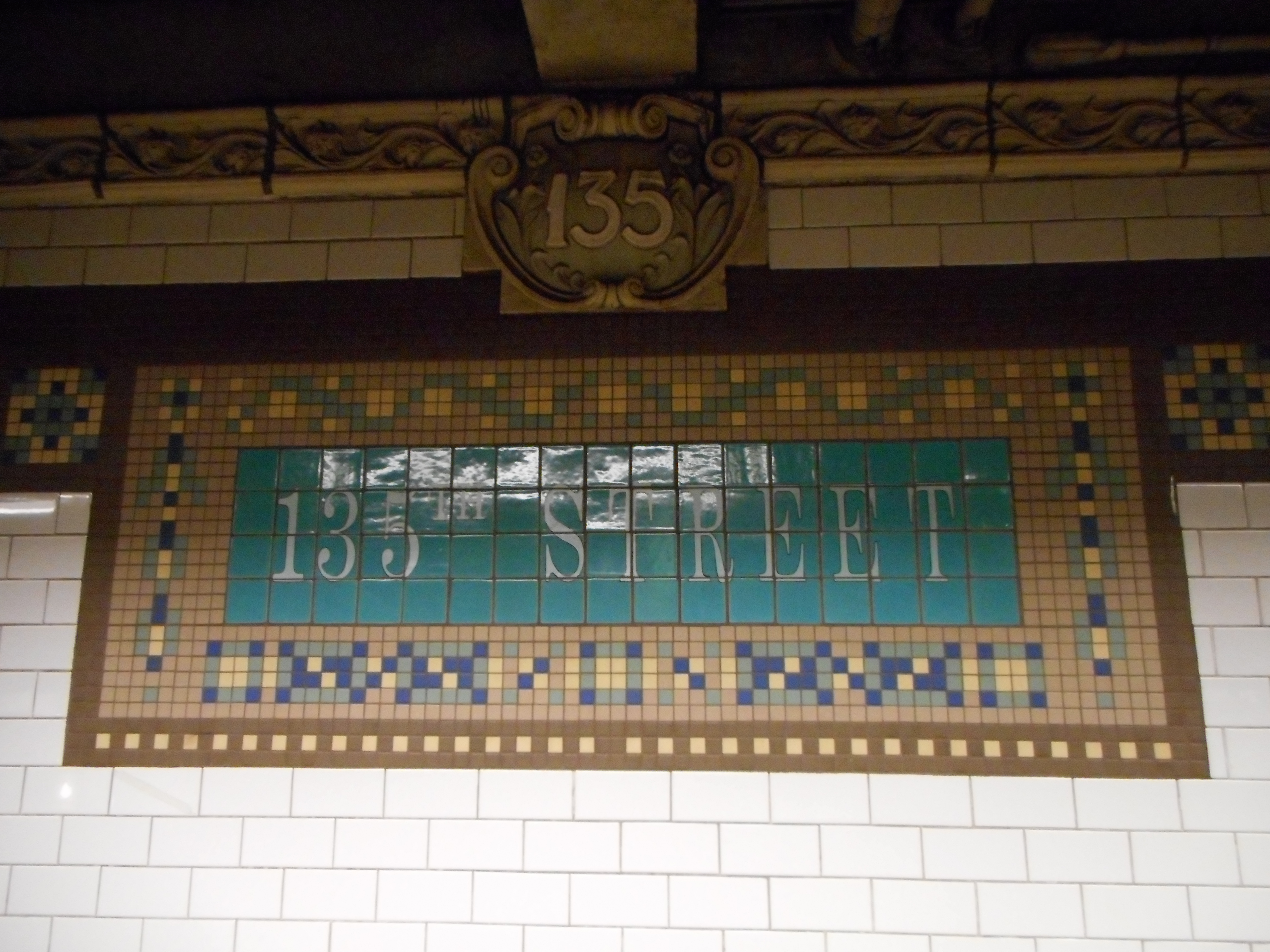
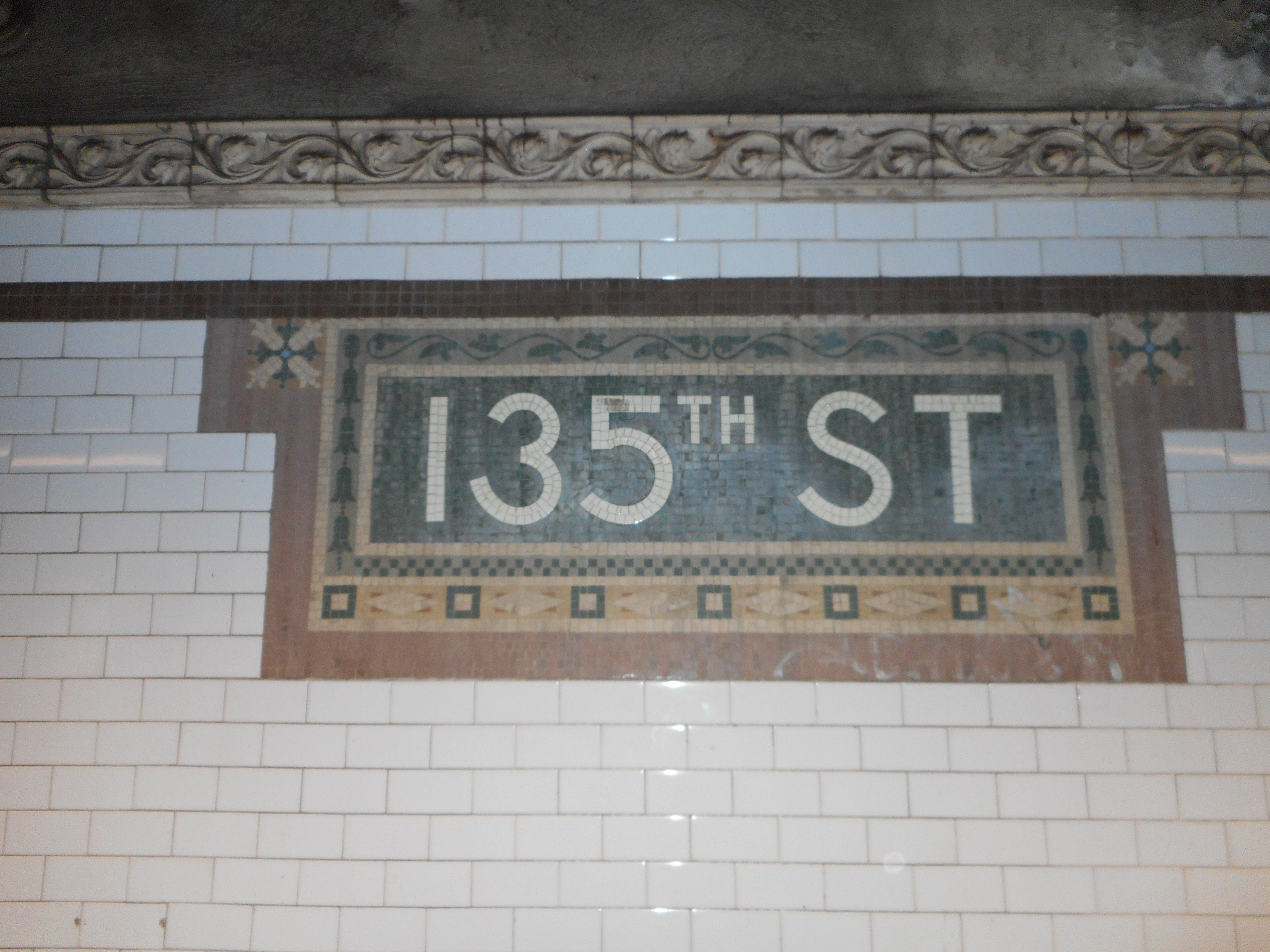